# Horisme ligaminata
Horisme ligaminata là một loài bướm đêm trong họ Geometridae.